# Akrobeto
Akwasi Boadi (Ayirebi, Región Oriental, 18 de noviembre de 1962), más conocido como Akrobeto, es un actor, cómico y presentador de televisión ghanés. Akrobeto afirmó que es conocido por el tamaño de su nariz.

## Biografía
Fue el más joven de once hermanos y el único superviviente de todos ellos. No tuvo acceso a una educación formal.
A finales de los años 90 el Apóstol Kwadwo Safo fundaría el grupo dramático Kristo Asafo del cual pasaría a ser miembro junto con Agya Koo, Mercy Asiedu y Nkomode; con quienes compartiría escenario en el Teatro Nacional.
A partir de 2008 empezaría a actuar en varias producciones cinematográficas, y en el presente es el presentador del programa The Real News de la cadena UTV.
En cuanto a su vida personal, está casado con Georgina Johnson, con quien tiene tres hijos.